# Douglas DC-1
Дуглас DC-1 (англ. Douglas DC-1) — американский пассажирский самолёт. Первая модель серии United States Douglas Commercial. Был построен в единственном экземпляре, однако на его основе были созданы DC-2 и DC-3.

## Разработка
Начало разработки DC-1 можно отнести к катастрофе рейса 599 TWA в 1931 году, которая произошла из-за разрушения конструкции одного из крыльев, возможно из-за воды, которая проникла в щели деревянного крыла и растворила клей. После катастрофы Aeronautics Branch of the US Department of Commerce установило строжайшие ограничения на использование деревянных крыльев на пассажирских самолетах. Компания Boeing в итоге разработала самолёт 247 — двухмоторный цельнометаллический моноплан с выпускаемыми шасси. Однако производственные ресурсы Boeing обслуживали нужды United Airlines, часть United Aircraft and Transport Corporation, которой так же принадлежал Boeing.
TWA требовался самолёт, способный составить конкуренцию высокопроизводительному Boeing 247. Компания объявила конкурс на создание трёхмоторного 12-местного цельнометаллического самолёта, способного преодолевать 1740 километров со скоростью в 242 км/ч. Самым серьёзным требованием спецификации было то, что самолет должен был быть способен на безопасный взлёт с одним отказавшим двигателем с любого из аэропортов на основных маршрутах TWA, особенно — со взлётной полосы аэропорта Альбукерке, который находится на большой высоте и имеет высокие летние температуры воздуха.
Дональд Дуглас поначалу сомневался в целесообразности участия его компании в конкурсе TWA. Бизнесмен считал, что рынок едва ли вместит сотню самолётов — именно столько нужно было продать чтобы покрыть производственные затраты. Тем не менее, Дуглас отправил заявку на двухмоторный самолёт с алюминиевым корпусом и местом для 12 пассажиров, двух пилотов и бортпроводника. Самолёт превзошел спецификации TWA даже с двумя двигателями — салон имел хорошую звукоизоляцию и был утеплен, самолёт мог взлетать и садиться на одном двигателе.

## Конструкция
Douglas DC-1 — цельнометаллический двухдвигательный легкий транспортный авиалайнер вместимостью 12 пассажиров. Низкоплан классической схемы с убирающимся шасси.
Фюзеляж — типа полумонокок прямоугольно-овального сечения. В носовой части фюзеляжа находилась закрытая двухместная кабина экипажа, далее пассажирский салон на 12 посадочных мест. Расположение кресел — по шесть с каждого борта с проходом по середине салона. В хвостовой части располагался туалет с умывальником и багажное отделение.
Крыло — низко расположенное, свободнонесущее, разъемное, трапециевидное в плане, консоли расположены под углом к линии горизонта. Крыло состоит из центроплана и двух отъёмных консолей. Центроплан жестко интегрирован в конструкцию фюзеляжа. Обшивка несущая, материал дюралюминий. Механизация крыла — элероны и щелевые закрылки.
Хвостовое оперение — классической схемы, однокилевое. Киль с рулем направления. Стабилизатор с рулями высоты.
Шасси — двухстоечное с хвостовым колесом. На каждой стойке установлено по одному колесу. Колеса снабжены тормозами. Амортизация стоек гидро-пневматическая. Хвостовое колесо поворотное. Шасси в полете убираются, при этом колеса частично выступают.
Силовая установка — два поршневых 9-цилиндровых звездообразных двигателя воздушного охлаждения Wright Cyclone SGR-1820 F3, мощностью 710 л. с. каждый. Двигатели устанавливались в аэродинамических мотогондолах на центроплане и закрывались капотами. Воздушный винт трёхлопастный изменяемого шага.

## История использования
Был построен только один экземпляр, совершивший первый полет 1 июля 1933 года под управлением Карла Ковера. Ему было дано модельное имя DC-1. За полгода он совершил около 200 испытательных полётов и продемонстрировал превосходство над распространёнными в то время самолётами Ford и Fokker Trimotor.
TWA приняло самолет 15 сентября 1933 года с некоторыми изменениями (число пассажирских мест увеличено до 14, установлены более мощные двигатели), и заказало постройку 20 экземпляров следующей модели самолета — Douglas DC-2.
В мае 1938 года DC-1 был продан в Великобританию лорду Форбсу, который использовал его некоторое время перед продажей во Францию в октябре 1938 года. В ноябре 1938 года самолёт был куплен испанской Líneas Aéreas Postales Españolas (L.A.P.E.) и пополнил транспортную авиацию ВВС Испанской республики. С июля 1939 года использовался Iberia Airlines под именем Negron. В декабре 1940 получил серьёзные повреждения во время жесткой посадки на Малаге и был списан как не подлежащий восстановлению.

## Спецификации
Данные из «McDonnell Douglas Aircraft since 1920»
Основные характеристики
| Команда            | 2 пилота                                                                                        |
| Вместимость        | 12 пассажиров                                                                                   |
| Длина              | 60 футов (18.29 метров)                                                                         |
| Размах крыла       | 85 футов(25.91 метров)                                                                          |
| Высота             | 16 футов 0 дюйм (4.88 метров)                                                                   |
| Площадь крыла      | 87.5 м²                                                                                         |
| Вес пустого        | 5,343 кг                                                                                        |
| Макс. взлетный вес | 7,938 кг                                                                                        |
| Двигатели          | Два Wright Cyclone SGR-1820F3 9-цилиндровых радиальных двигателя, каждый по 710 л. с. (530 кВт) |

Летные характеристики
| Максимальная скорость | 210 миль/ч (183 узлов, 338 км/ч)                          |
| Крейсерская скорость  | 190 миль/ч (165 узлов, 306 км/ч) на 8,000 футах (2,440 м) |
| Запас хода            | 1,000 миль (870 морских миль, 1,610 км)                   |
| Потолок               | 23,000 футов (7,010 метров)                               |